# Päijänne
Le Päijänne est un lac finlandais situé dans la région de Finlande centrale et dans la région Päijät-Häme en Finlande,.

## Géographie
Avec 1 080,63 km2 de superficie, le Päijänne est le deuxième lac de Finlande et le huitième d'Europe. Il est orienté nord-sud, très allongé (119 km dans la plus grande longueur), s'étendant de Jyväskylä au nord jusqu'à proximité de Lahti au sud. Malgré sa taille, sa profondeur est globalement peu importante (16,2 mètres en moyenne) à l'exception d'une zone limitée au Nord du lac avec 95,3 mètres au maximum, ce qui en fait le lac finlandais le plus profond. Il se vide par la Kymijoki qui traverse une brèche dans le Salpausselkä.
Historiquement, il a longtemps constitué une voie de communication majeure en Finlande centrale, des canaux le reliant aux lacs voisins. Les abords du lac sont peu industrialisés. L'eau, d'une très bonne qualité, est pompée et transportée par un immense tunnel souterrain, l'aqueduc du Päijänne, pour les besoins en eau douce de la région d'Helsinki.
Il est bordé par les municipalités d'Asikkala, Jyväskylä, Korpilahti, Kuhmoinen, Leivonmäki, Luhanka, Jämsä, Muurame, Padasjoki, Toivakka et Sysmä.
Quelques petites îles de la partie Sud du lac forment le parc national du Päijänne.

## Bassins du lac
Le centre finlandais de l'environnement, subdivise la zone du Päijänne en trois bassins lacustres: zone d'Asikkalanselkä (code 14.21), la zone de Päijänne (14.22) et la zone de Ristiselkä (14.23),,.

## Espaces naturels
Dans la partie sud du Päijänne se trouve le  parc national du Päijänne, qui est réparti dans les municipalités de Padasjoki, Asikkala et Sysmä.
La zone centrale du parc national est l'île Kelvenne, qui est un esker orienté sud-nord long de huit kilomètres et large de 50 à 800 mètres.

## Navigation
Les baies abritées de Kelvenne sont des destinations de plaisance populaires 
Le Päijänne est une destination de loisir notamment pour des activités de canotage, canoë et voile.
Le lac de 119 km est relié par des canaux au lac Keitele, au lac Vesijärvi et au lac Ruotsalainen.
La longueur de la voie navigable ouverte pour les bateaux est longue de 380 km.
Les iles du lac Päijänne sont prisées des plaisanciers et ses nombreuses iles abritent des services portuaires.
En été, le transport de passagers entre les villes de Lahti et Jyväskylä est très populaire.
| Nom                | Construit | Passagers | Longueur | Largeur | Vitesse (nœuds) | Port d'origine |
| ------------------ | --------- | --------- | -------- | ------- | --------------- | -------------- |
| M/S Aino           | 1922      | 90        | 17,20 m  | 4,10 m  | 11              | Lahti          |
| M/S Elbatar        | 1984      | 90        | 16,08 m  | 4,78 m  | 11              | Padasjoki      |
| M/S Charlotte      |           |           |          |         |                 | Padasjoki      |
| M/S Happy Days     |           |           |          |         |                 | Lahti          |
| M/S Hilja          | 1902      | 60        |          |         |                 | Jyväskylä      |
| M/S Jenni-Maria II | 1970      | 30        | 15,30 m  | 3,80 m  | 15              | Sysmä          |
| M/S Katrilli       |           | 80        |          |         |                 | Jyväskylä      |
| M/S Kymppi         |           | 77        |          |         |                 | Jyväskylä      |
| S/S Laitiala       | 1903      | 130       | 26,7 m   | 6,64 m  |                 | Lahti          |
| M/S Meininki       | 1970      | 30        |          |         |                 | Jyväskylä      |
| M/S Minni          |           |           |          |         |                 | Jyväskylä      |
| M/S Päijänne       |           | 50        | 20 m     | 5 m     |                 | Jyväskylä      |
| M/S Rhea           |           |           | 43 m     | 18,2 m  |                 | Jyväskylä      |
| M/S Rosetta        |           |           |          |         |                 | Lahti          |
| M/S Ruotsalainen   |           |           | 22,10 m  | 5,32 m  |                 | Asikkala       |
| M/S Salome         |           |           | 18,90 m  | 4,35 m  |                 | Lahti          |
| M/S Suometar       |           | 199       |          |         |                 | Jyväskylä      |
| M/S Suomen Neito   |           | 199       |          |         |                 | Jyväskylä      |
| M/S Suomen Suvi    | 1993      | 199       |          |         |                 | Jyväskylä      |
| S/S Suomi          | 1906      | 199       | 31,60 m  | 2,13 m  |                 | Jyväskylä      |
| M/S Terhi          |           | 199       |          |         |                 | Heinola        |
| M/S Tuulikki II    |           | 170       |          |         |                 | Jämsä          |
| M/S Tuulikki III   |           | 80        |          |         |                 | Jämsä          |
| M/S Wellamo        | 1990      | 190       |          |         |                 | Lahti          |

## Galerie

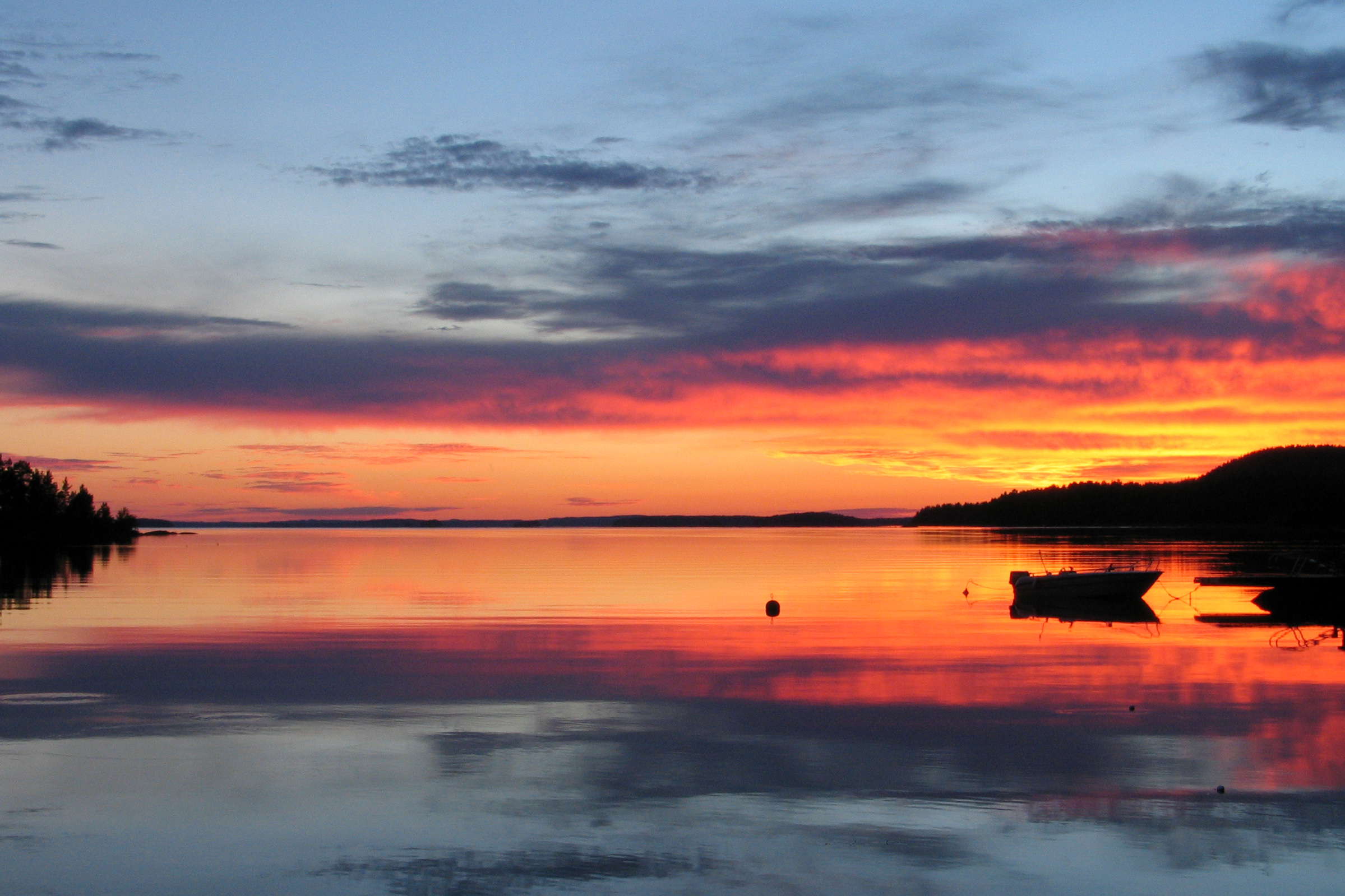
Le Päijänne et l'île de Päijätsalo, Sysmä.
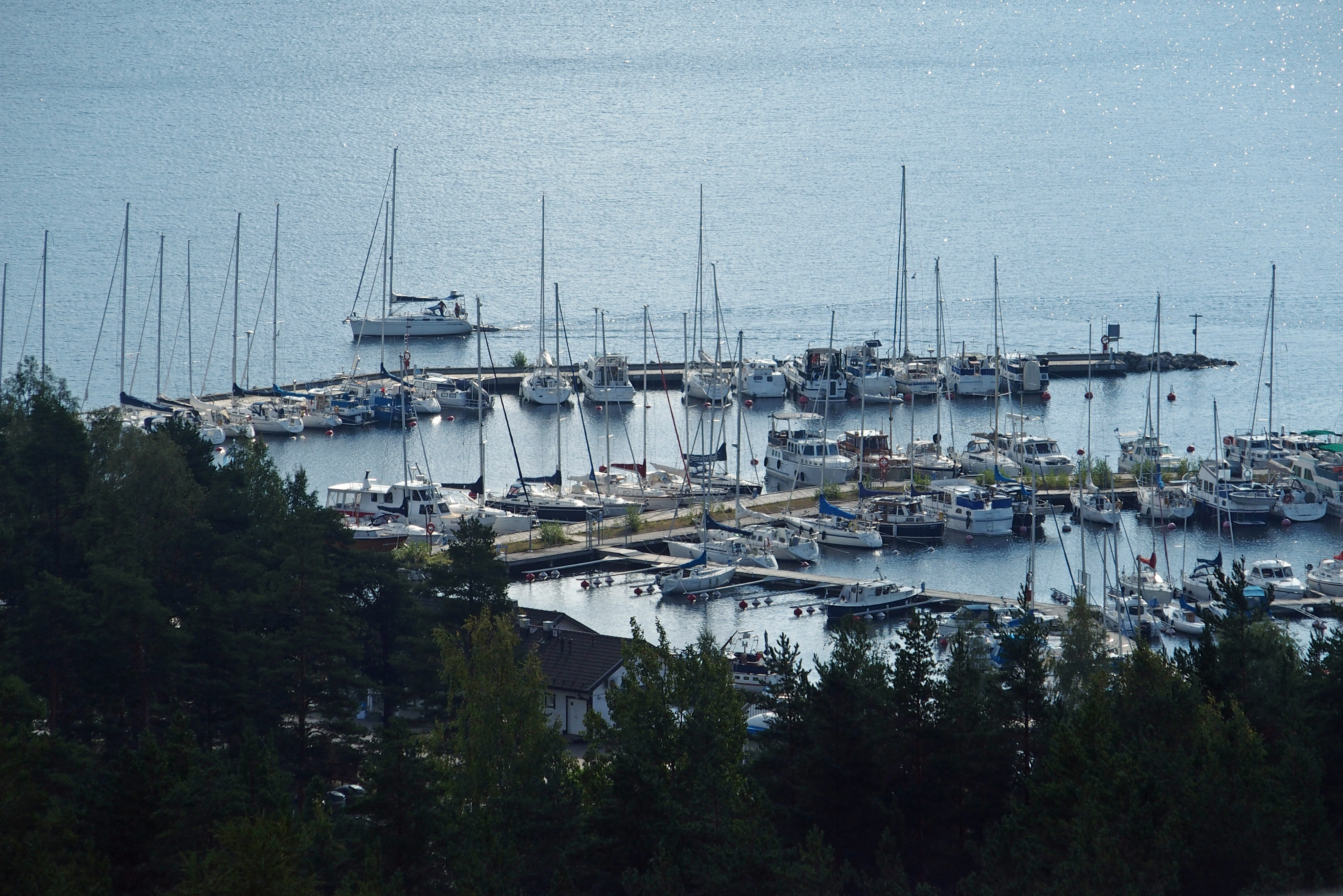
Port de plaisance de Padasjoki.
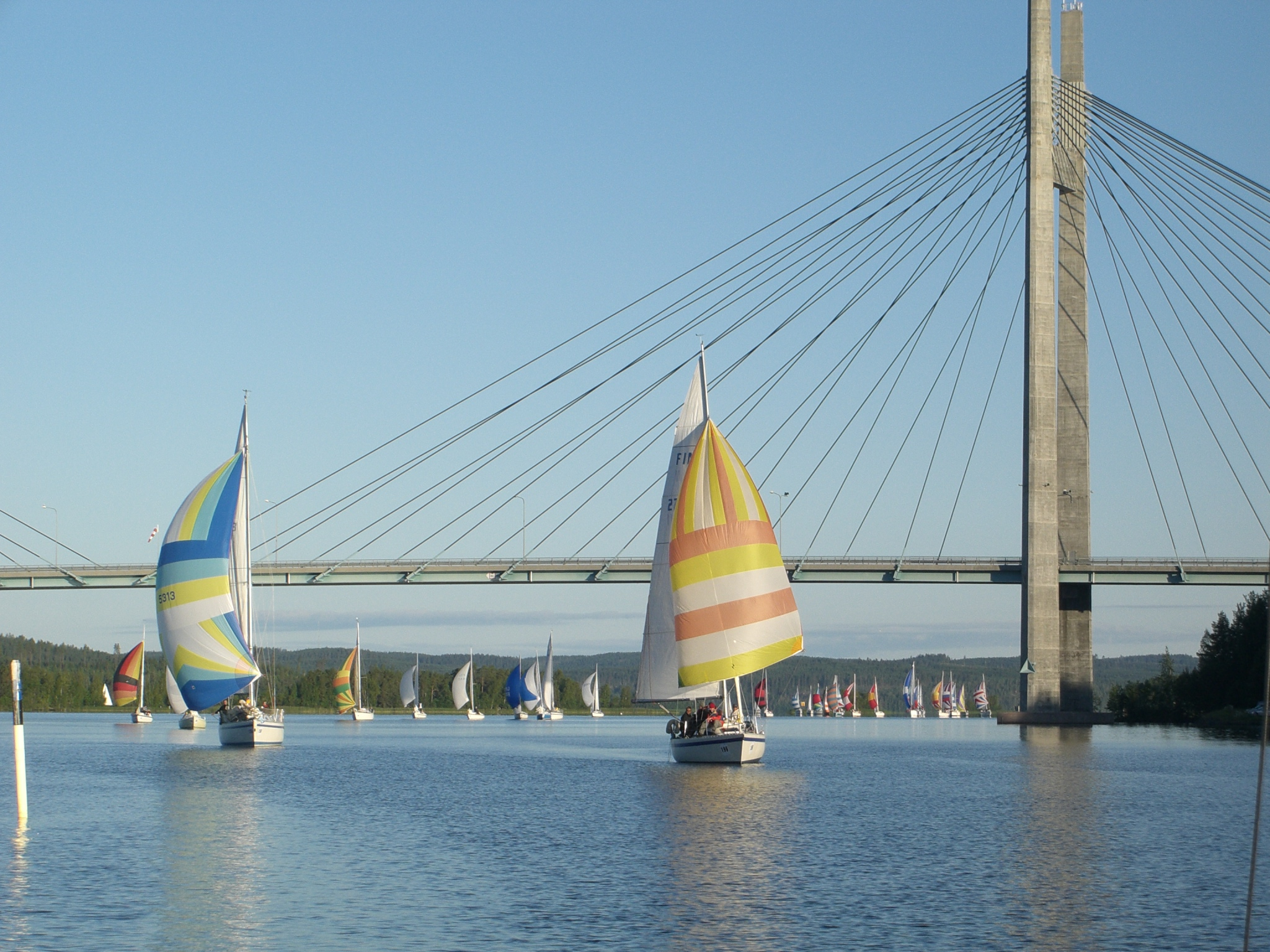
Pont Kärkistensilta.
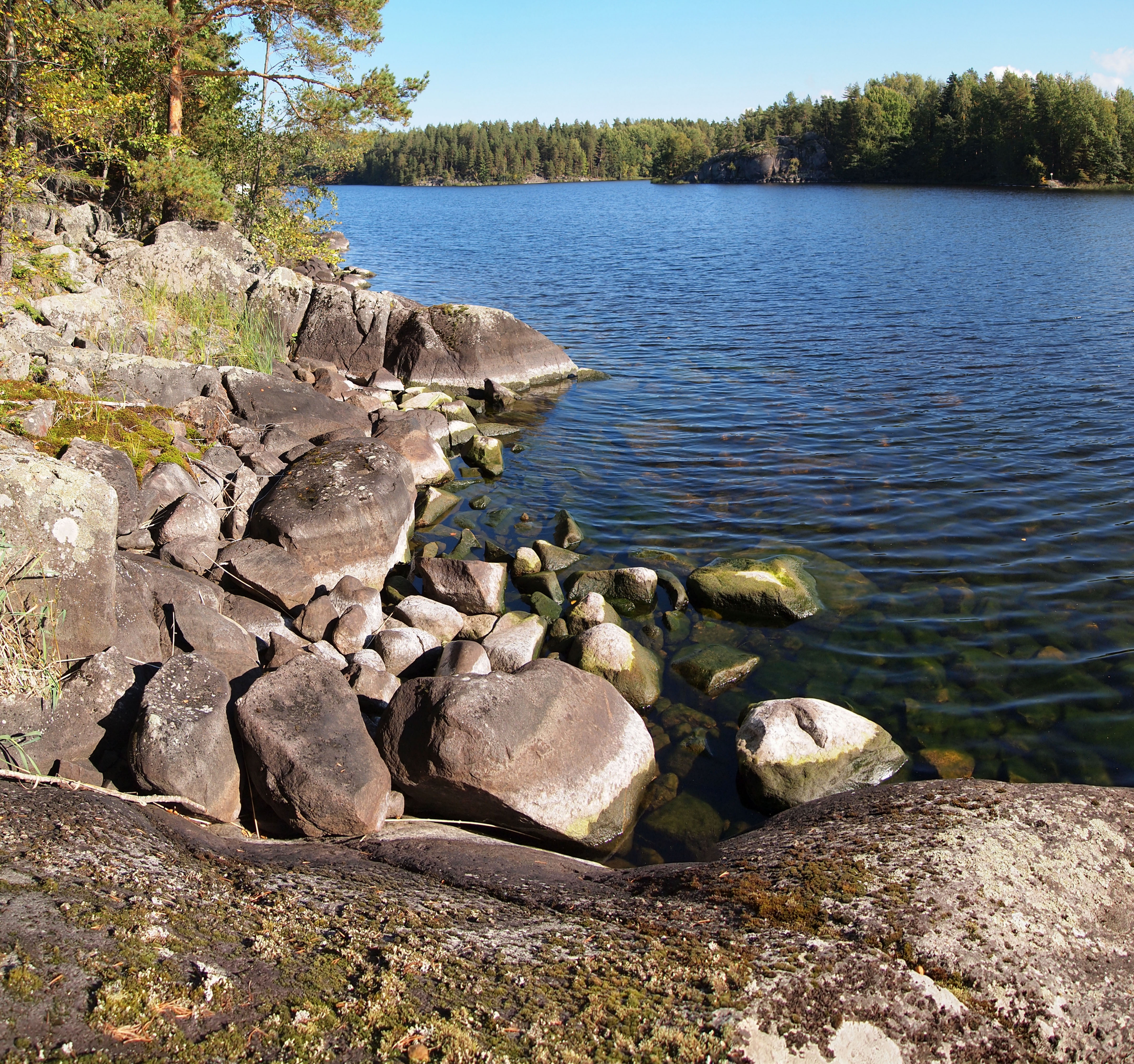
Rives rocheuses de Korpilahti à Oravisalmi.
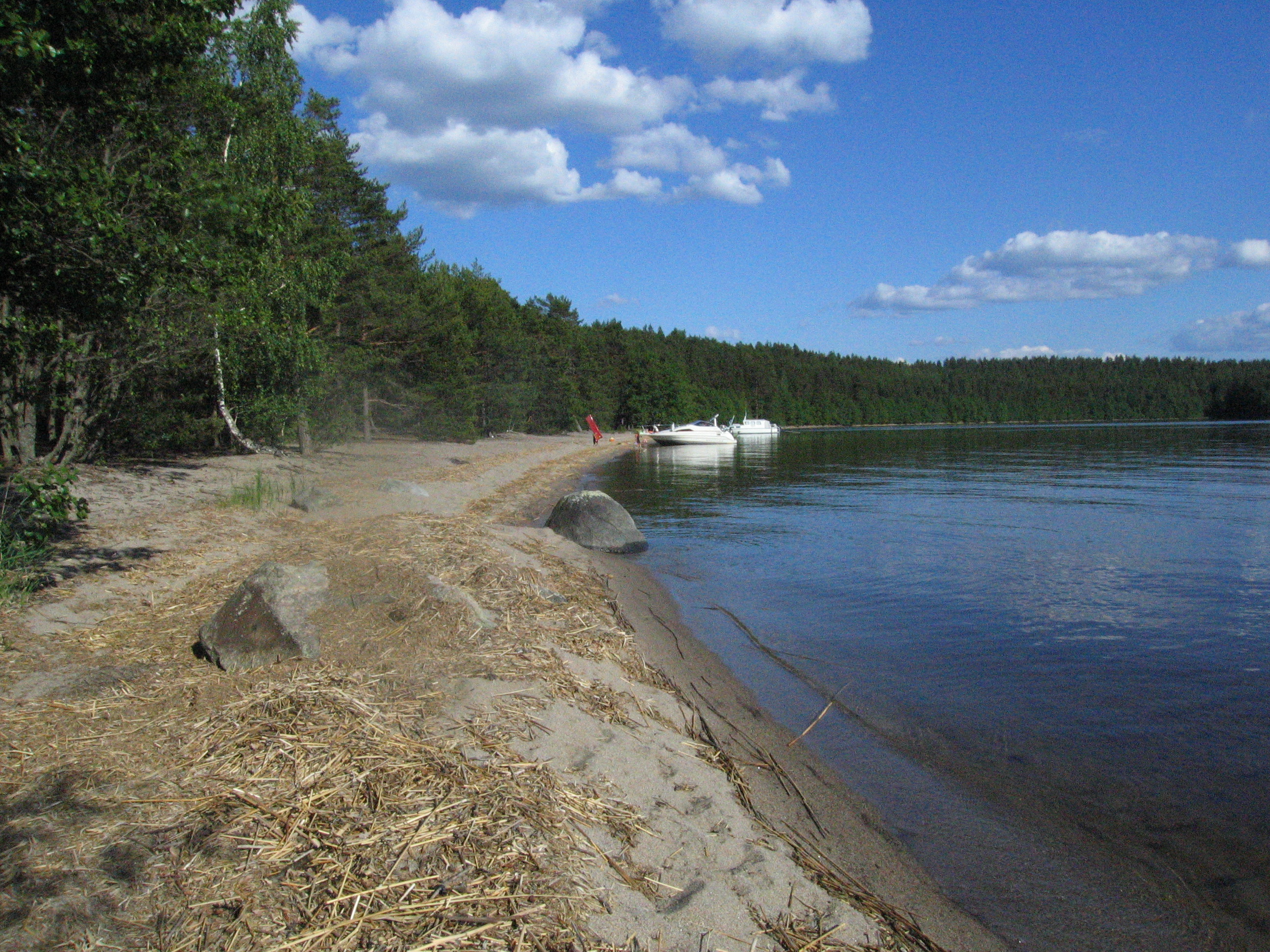
Plages de sable du sud du Päijänne.
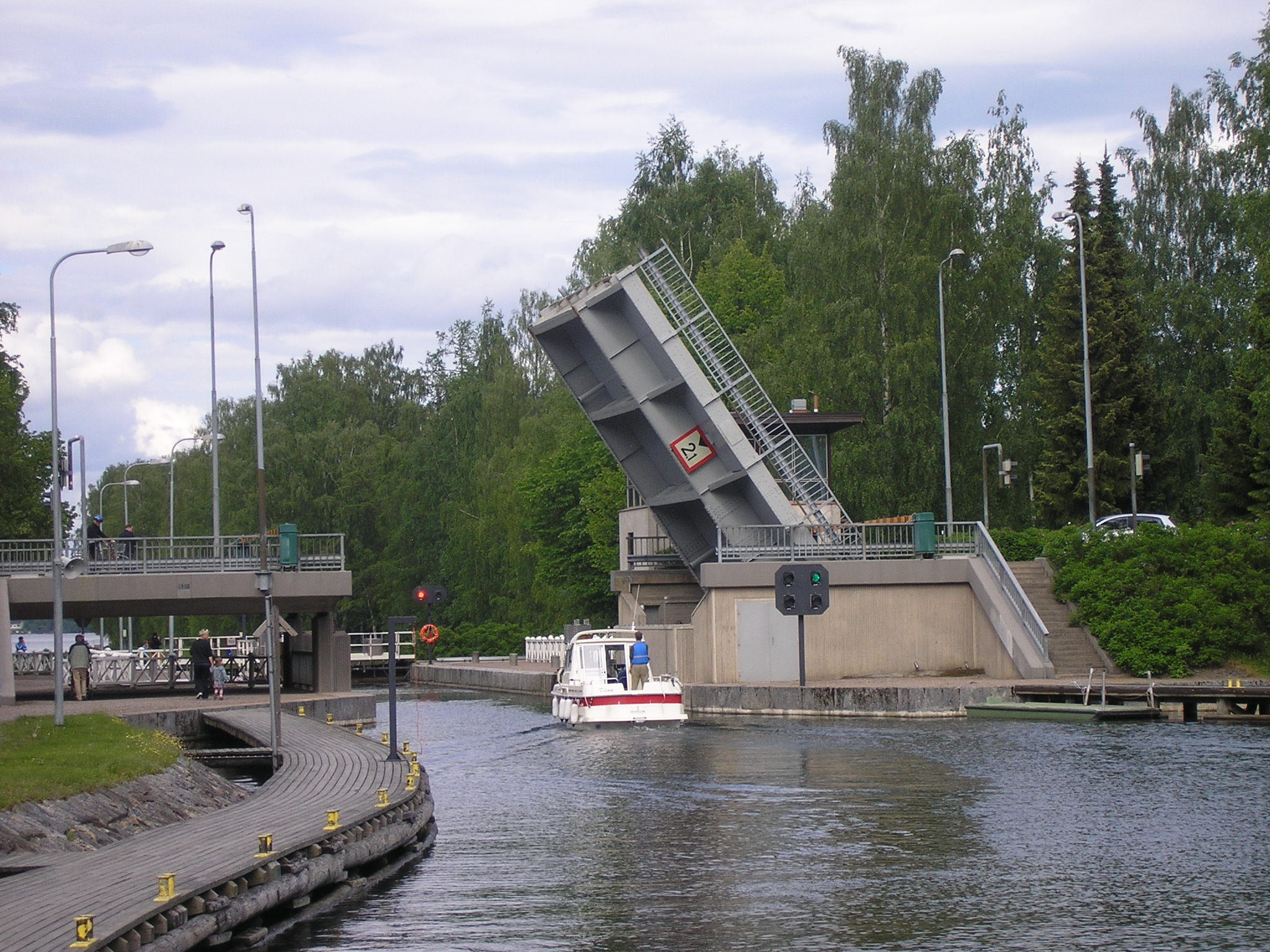
Le canal de Vääksy.
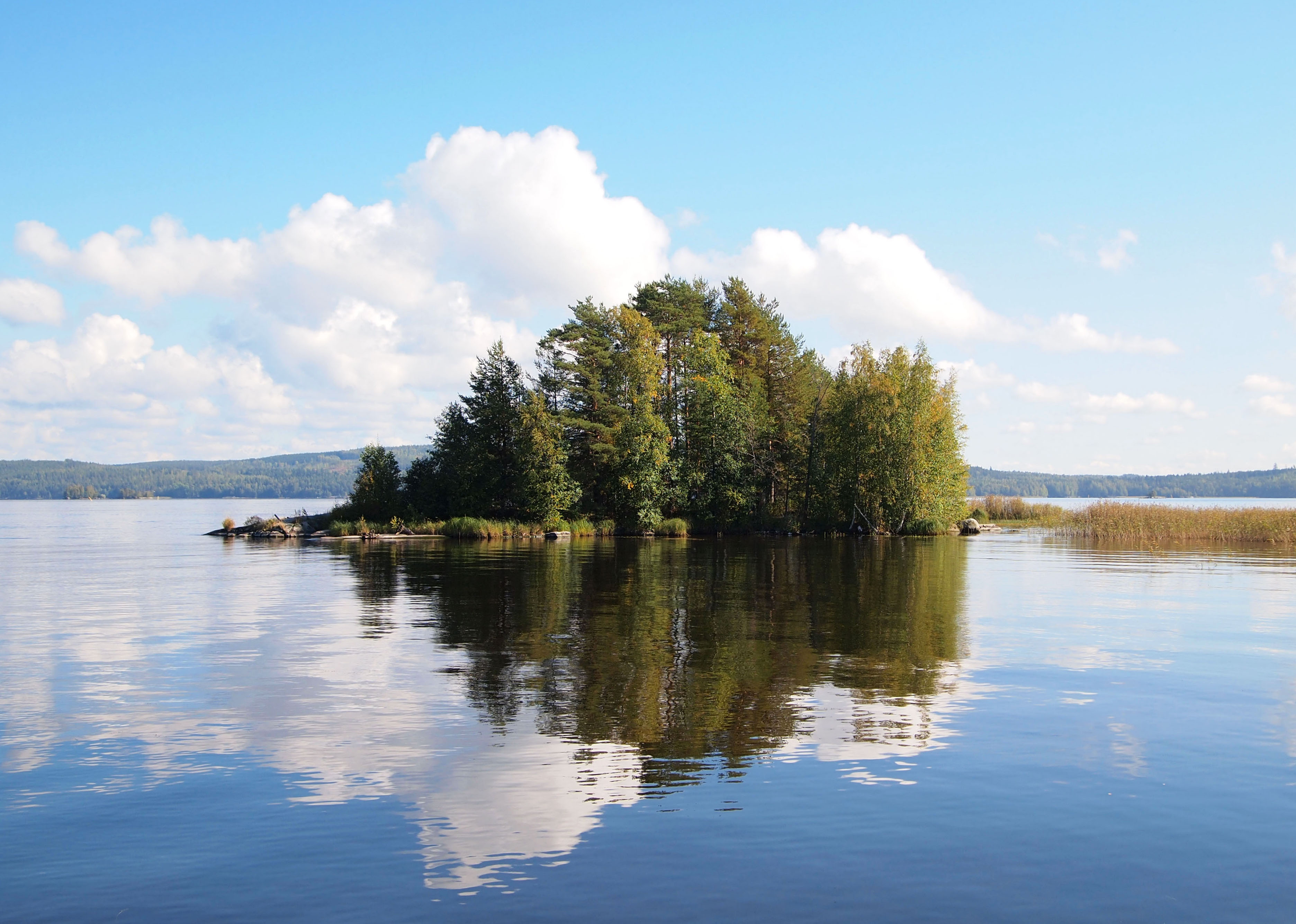
Kalliosaari.
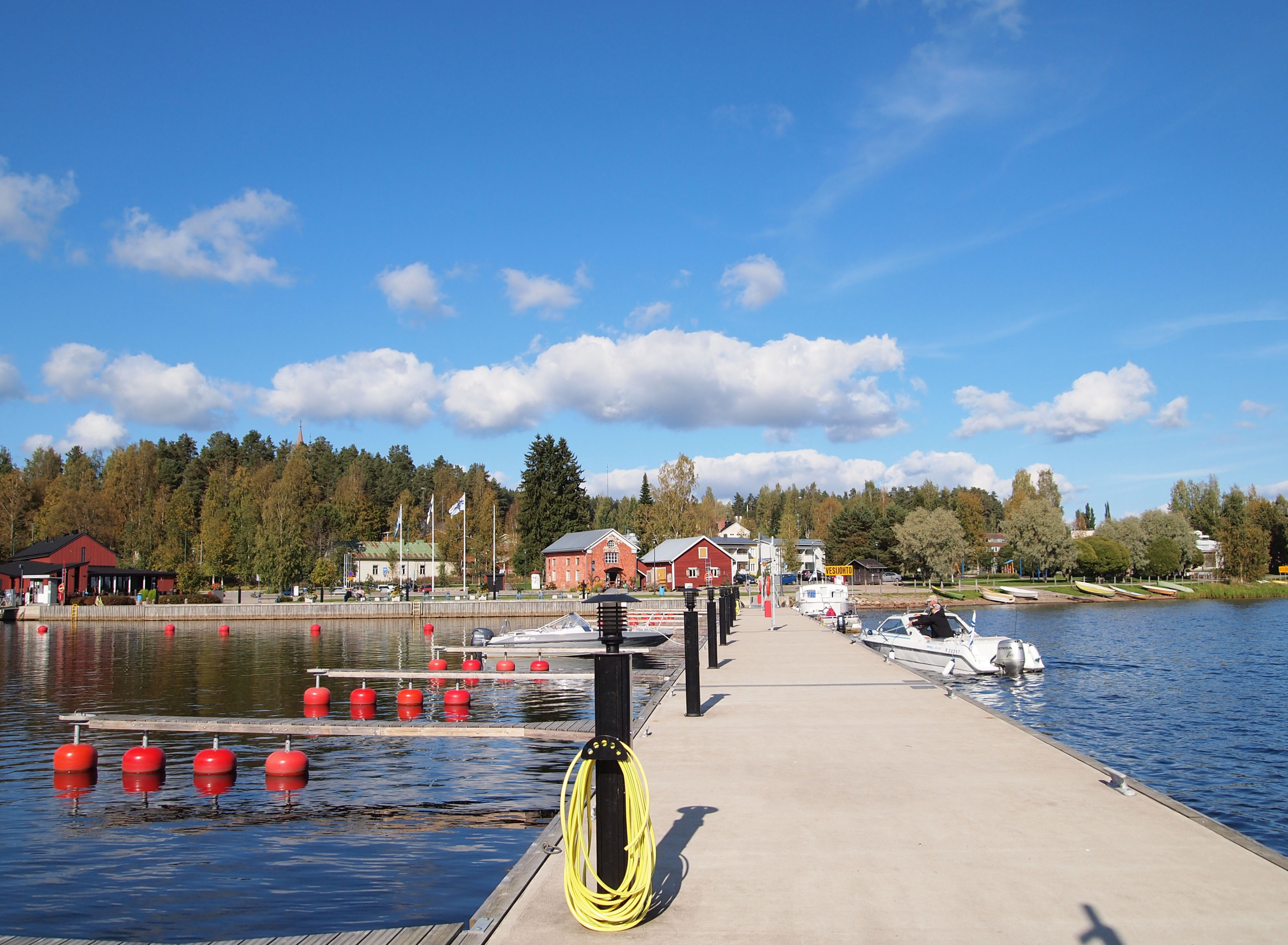
Korpilahti.
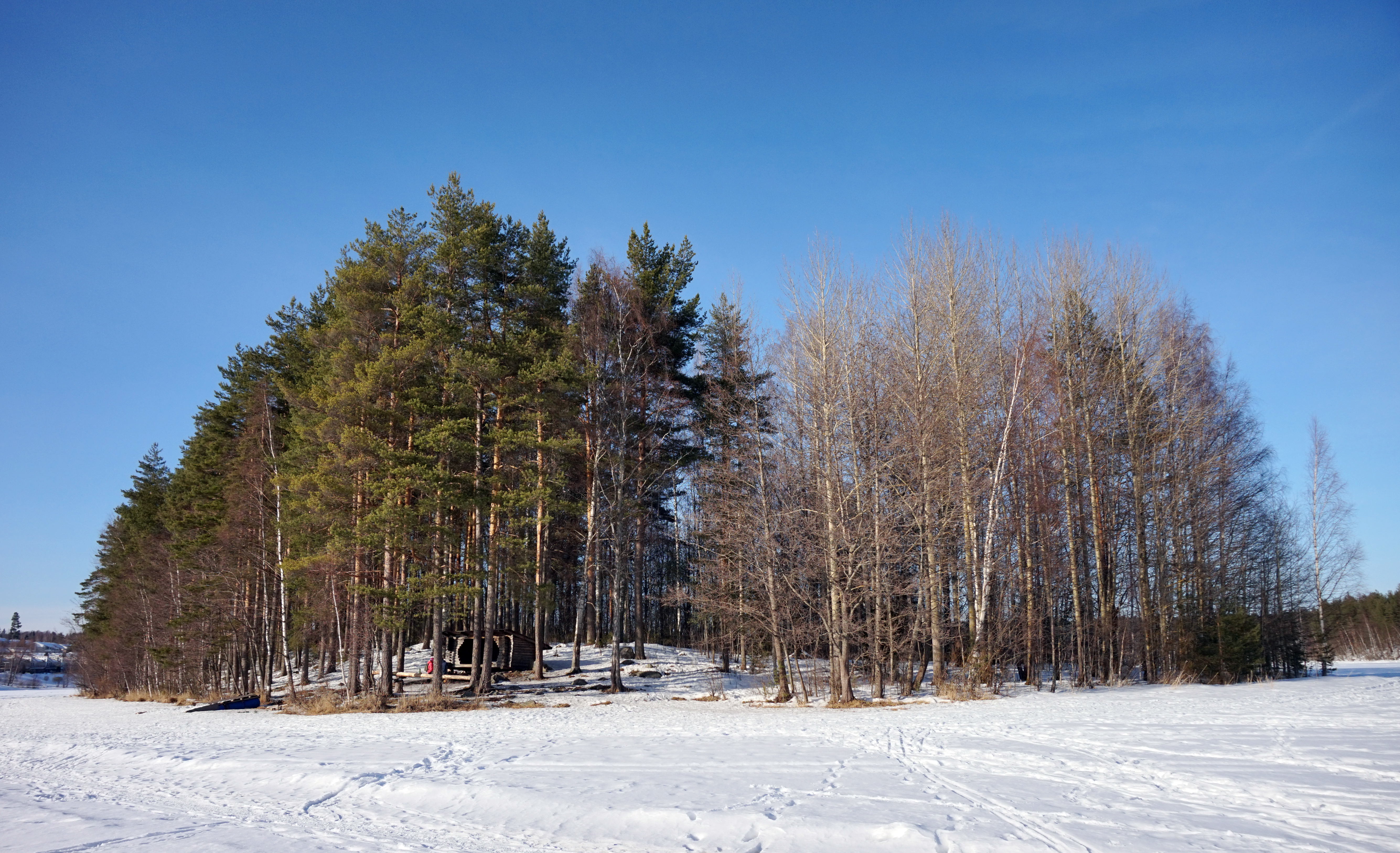
Pikku Haapasaari.
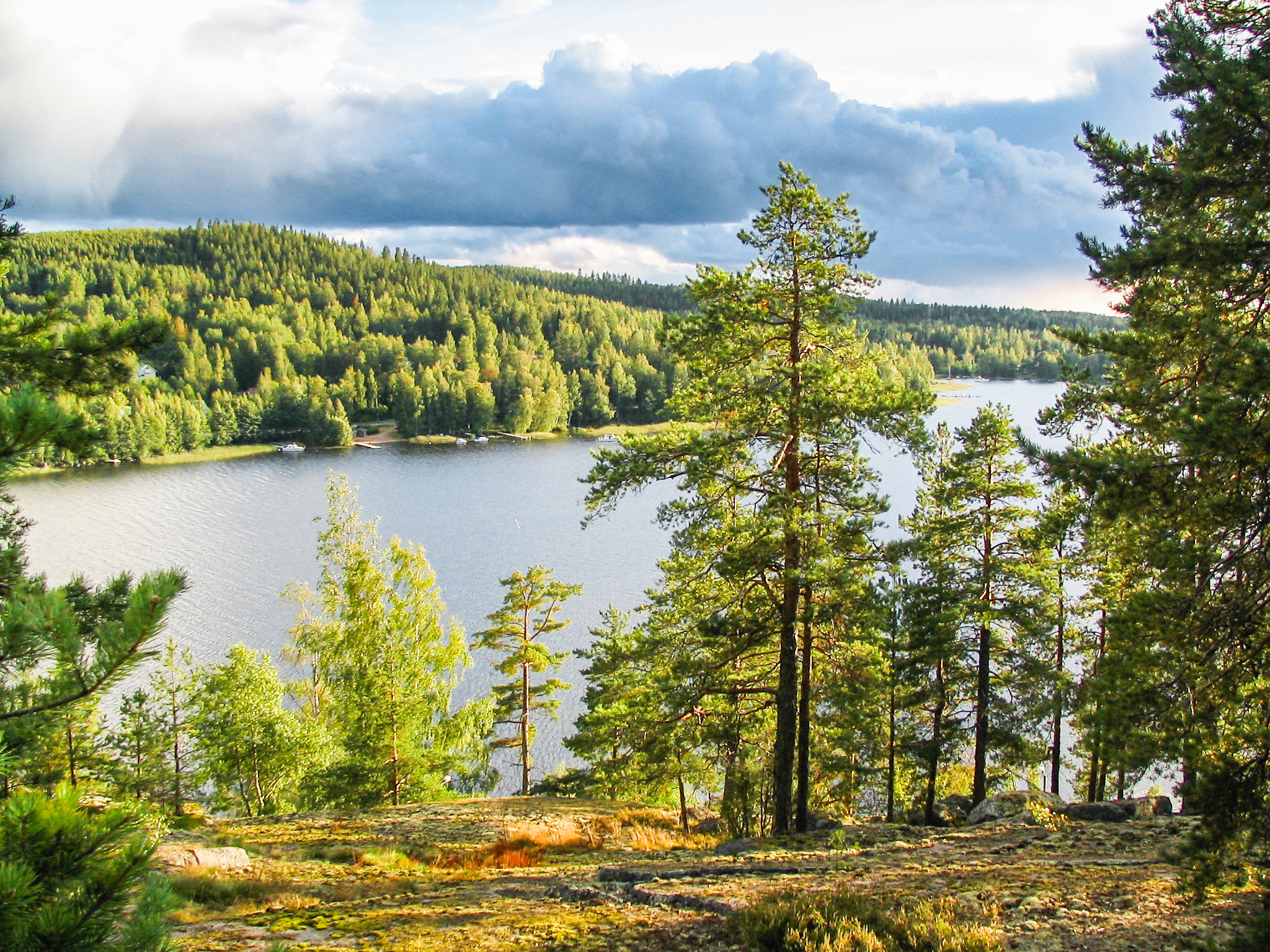
Vue de la colinne Satasarvinen à Muuratsalo.